# 올드리치 브릴랜드 법
올드리치 브릴랜드 법(Aldrich–Vreeland Act)은 1907년 공황에 대응하여 제정되었으며, 이 법에 근거하여 국가통화위원회가 설립되었고, 그것은 이후 1913년 연방준비제도를 만들기 위한 연방준비법(Federal Reserve Act)을 추천하게 된다.

## 개요
1908년 5월 27일, 이 법안은 정당 표결로 166:140으로 하원을 통과했고, 13명의 공화당원이 그 법에 반대표를 던졌고, 민주당은 전원 반대표를 던졌다. 5월 30일, 상원에서는 43명의 공화당 상원의원이 찬성을, 5명이 반대를 했으며, 민주당 17명도 반대표를 던졌다. 루즈벨트 대통령은 바로 그날 저녁에 법안에 서명을 했다.

## 같이 보기
- 1907년 공황